# سوكماتوا
سوکماتوا (بالإنجليزية: Sukematua)‏ إله الشر الذي خلق الفاكهة غير النافعة في أساطير مالينيزيا.